# Liste der Naturdenkmale in Weitersbach
Die Liste der Naturdenkmale in Weitersbach nennt die im Gemeindegebiet von Weitersbach ausgewiesenen Naturdenkmale (Stand 15. Juli 2013).

## Ehemalige Naturdenkmale
| Nr. | Bezeichnung                        | Lage                                       | Beschreibung                                                                    | Bild                                    |
| --- | ---------------------------------- | ------------------------------------------ | ------------------------------------------------------------------------------- | --------------------------------------- |
|     | Gruppe alter Weiß- oder Edeltannen | westlich des Ortes bei der Arndthütte Lage | Abies alba; flächenhaftes Naturdenkmal, ca. 0,1 ha; Rechtsverordnung aufgehoben | Direkt Bild zu diesem Denkmal hochladen |